# La forza del campione
La forza del campione (Peaceful Warrior) è un film del 2006 diretto da Victor Salva, tratto dal best seller autobiografico La via del guerriero di pace dello scrittore statunitense Dan Millman.

## Trama
Il collegiale Dan Millman è un talentuoso ginnasta che sogna di partecipare alle Olimpiadi. Popolare tra i ragazzi grazie alla sua bravura, passa le giornate perdendo di vista i veri valori della vita, distratto tra ragazze, feste sfrenate ed esteriorità. Un giorno Dan fa un brutto incidente che mette a rischio la sua vita e la sua carriera. Profondamente deluso e disperato, gli incontri con Socrate, uno sconosciuto che chiamerà così per via dei suoi saggi insegnamenti, e con una ragazza di nome Joy cambieranno la sua vita.

## Produzione
Con un budget stimato di 10 000 000 dollari; le riprese del film sono iniziate il 15 marzo 2005 e sono state effettuate in California, precisamente a Fullerton, La Mirada, Los Angeles e nelle università UCLA, University of Southern California e UC Berkeley.

## Distribuzione
Il film è uscito negli Stati Uniti il 6 giugno 2006 con il titolo Peaceful Warrior, che in italiano si può tradurre, seguendo il romanzo, con "Il guerriero di pace".

## Accoglienza

### Incassi
Il film ha incassato in tutto il mondo 4 326 927 dollari.

## Edizioni home video
La versione DVD è uscita negli Stati Uniti il 26 giugno 2007 e in Italia nel 2010.